# Sandra Piszk Feinzilber
Sandra Piszk Feinzilber (pronunciado /Pishk Fainsilber/ en fonética española; 24 de abril de 1948) es una politóloga y política costarricense. Piszk ha ejercido cargos como diputada en dos ocasiones, ministra de Trabajo y Seguridad Social en la administración de la presidenta Laura Chinchilla y defensora de los habitantes. Pertenece al Partido Liberación Nacional. 
Pizsk fue elegida diputada para el período 1994-1998 por primera vez, período durante el cual fue elegida segunda defensora de los habitantes del país tras la gestión de Rodrigo Carazo Zeledón. Luego se desempeñaría como consultora para diversas instituciones incluyendo el Banco Mundial, el PNUD, el Instituto Latinoamericano de Planificación Económica y Social y el Instituto Centroamericano de Administración Pública.
Ha sido viceministra de Planificación y Política Económica, viceministra de Economía, Industria y Comercio y ministra de trabajo. Fue escogida candidata a diputada por el entonces candidato presidencial del Partido Liberación Nacional, Johnny Araya Monge resultando electa para el período 2014-2018.